# 90210
90210 – amerykański, młodzieżowy serial telewizyjny, spin-off popularnego w latach 90. serialu Beverly Hills, 90210. Emitowany od 2 września 2008 do 28 stycznia 2013 na kanale The CW.
Pilotażowy odcinek, który wyemitowany został 2 września 2008, obejrzało około pięć milionów widzów. Liczba była o tyle imponująca, iż wyemitowano go w tym samym czasie co America’s Got Talent i Dr House.

## Emisja w Polsce
W Polsce serial emitowany był przez stację FoxLife po dwa premierowe odcinki raz w tygodniu. Pierwsza seria emitowana była od 13 kwietnia 2009 w poniedziałki. Druga seria od 23 kwietnia 2010 w piątki. Trzecia seria od 9 stycznia 2012 w poniedziałki. Czwarta seria od 30 lipca 2012 także w poniedziałki. Ostatnia, piąta seria, nie została dotąd wyemitowana w Polsce.
Dodatkowo Telewizja Polsat rozpoczęła emisję pierwszej serii 13 września 2009, a drugiej – 4 czerwca 2011.

## Fabuła
Bohaterami serialu jest nastoletnie rodzeństwo, Annie i Dixon, które wraz z rodzicami przeprowadza się z Kansas do Beverly Hills. Przeprowadzka spowodowana była decyzją o zamieszkaniu z babcią rodzeństwa, Tabithą Wilson, byłą gwiazdą telewizyjną, i opieką nad nią. Dodatkowo Harry Wilson, ojciec Annie i Dixona, zostaje dyrektorem miejscowej szkoły średniej, do której uczęszcza rodzeństwo.
Młodzi bohaterowie początkowo mają problemy z zaaklimatyzowaniem się w nowej szkole, jednakże szybko poznają nowych przyjaciół, przeżyją miłosne wzloty i upadki, dadzą się wciągnąć w knute przez niektórych uczniów intrygi itp. Także Harry i Debbie, rodzice Annie i Dixona, zmagać będą musieli się ze swoimi problemami, które doprowadzą do rozwodu.
W serialu powraca kilka postaci znanych z Beverly Hills, 90210, m.in. Kelly Taylor, Brenda Walsh, Jackie Taylor, Donna Martin i Nat Bussichio, jak również część miejsc znanych z oryginalnej wersji serialu. Erin Silver, młodsza siostra Kelly Taylor i Davida Silvera, córka Jackie Taylor/Silver, również jest postacią, która pojawiła się w oryginalnym serialu.

## Obsada

### Główna
| Shenae Grimes    | Annie Wilson         | Główna | Główna       | Główna | Główna       | Główna       |
| Tristan Wilds    | Dixon Wilson         | Główna | Główna       | Główna | Główna       | Główna       |
| Dustin Milligan  | Ethan Ward           | Główna |              |        |              |              |
| AnnaLynne McCord | Naomi Clark          | Główna | Główna       | Główna | Główna       | Główna       |
| Ryan Eggold      | Ryan Matthews        | Główna | Główna       | Główna |              |              |
| Jessica Stroup   | Erin Silver          | Główna | Główna       | Główna | Główna       | Główna       |
| Michael Steger   | Navid Shirazi        | Główna | Główna       | Główna | Główna       | Główna       |
| Jessica Lowndes  | Adrianna Tate-Duncan | Główna | Główna       | Główna | Główna       | Główna       |
| Matt Lanter      | Liam Court           | Główna | Główna       | Główna | Główna       | Główna       |
| Gillian Zinser   | Ivy Sullivan         |        | Drugoplanowa | Główna | Główna       |              |
| Trevor Donovan   | Teddy Montgomery     |        | Drugoplanowa | Główna | Drugoplanowa | Drugoplanowa |
| Lori Loughlin    | Debbie Wilson        | Główna | Główna       | Główna |              | Gościnnie    |
| Rob Estes        | Harry Wilson         | Główna | Główna       |        |              |              |
| Jessica Walter   | Tabitha Wilson       | Główna |              |        |              |              |

### Drugoplanowa
| Bohaterowie           | Aktorzy                | Lata      | Uwagi                       |
| --------------------- | ---------------------- | --------- | --------------------------- |
| Tracy Clark           | Christina Moore        | 2008–2009 |                             |
| Charles Clark         | James Patrick Stuart   | 2008–2009 |                             |
| Ty Collins            | Adam Gregory           | 2008–2009 | Odcinki: 2–6, 14–15, 23–24  |
| Georg Evans           | Kellan Lutz            | 2008–2009 | Odcinki: 1, 2, 7, 9, 10, 13 |
| Constance Tate-Duncan | Maeve Quinlan          | 2008–2013 |                             |
| Jen Clark             | Sara Foster            | 2009–2013 |                             |
| Gia                   | Rumer Willis           | 2009–2013 |                             |
| Jasper Herman         | Zachary Ray Sherman    | 2009–2013 |                             |
| Mama Liama            | Sarah Danielle Madison | 2009–2013 |                             |
| Ojczym Liama          | John Schneider         | 2009–2013 |                             |
| Mark Driscoll         | Blake Hood             | 2009–2013 |                             |
| Laurel Cooper         | Kelly Lynch            | 2010–2013 |                             |
| Javier Luna           | Diego Gonzalez Boneta  | 2010–2011 | Odcinki 45–47               |

### Gościnna
Specjalne występy gwiazd z Beverly Hills, 90210
| Bohaterowie   | Aktorzy         | Lata      | W odcinkach                                                   | Ilość odc. |
| ------------- | --------------- | --------- | ------------------------------------------------------------- | ---------- |
| Kelly Taylor  | Jennie Garth    | 2008–2010 | Seria 1: 1–6, 10–12, 14, 18–20, 23–24 Seria 2: 3, 6–7, 10, 13 | 20 odc.    |
| Brenda Walsh  | Shannen Doherty | 2008–2009 | Seria 1: 2, 4–6, 11–12, 24                                    | 7 odc.     |
| Donna Martin  | Tori Spelling   | 2009      | Seria 1: 19–20                                                | 2 odc.     |
| Nat Bussichio | Joe E. Tata     | 2008      | Seria 1: 2, 4                                                 | 2 odc.     |
| Jackie Taylor | Ann Gillespie   | 2008      | Seria 1                                                       |            |

Gościnnie
| Bohaterowie       | Aktorzy         | Lata      | Uwagi                      |
| ----------------- | --------------- | --------- | -------------------------- |
| Ozzie Cardoza     | Michael Trevino | 2008      |                            |
| Sean Cavanaugh    | Josh Henderson  | 2008–2009 |                            |
| Kimberly McIntyre | Jessica Lucas   | 2008–2009 |                            |
| Nina              | Chantelle Barry | 2009      | 1 odcinek                  |
| Christina Worthy  | Lauren London   | 2008–2009 |                            |
| Rhonda Kimble     | Aimee Teegarden | 2009      |                            |
| Diablo Cody       | Diablo Cody     | 2009      | Jako ona sama (odcinek 19) |
| Phoebe            | Lily Collins    | 2009      | 2 odcinki                  |
| Joe Jonas         | Joe Jonas       | 2010      | Jako on sam (odcinek 54)   |
| Sasha             | Mekia Cox       | 2009–2010 | Odcinki 26–32, 51          |
| Snoop Dogg        | Snoop Dogg      | 2011      | Jako on sam (odcinek 63)   |
| Marla             | Sally Kellerman | 2011      | Odcinki 65–66              |

## Wersja polska
Wersja polska: SDI Media Polska
Tekst: Joanna Grzechnik (seria 2); Zofia Jaworowska (seria 3 - odcinki 47-63); Jan Kielan (seria 3 - odcinki 64-68)
Czytał: Andrzej Leszczyński

## Lista odcinków
| Seria | Seria | Odcinki | Oryginalna emisja   | Oryginalna emisja | Oryginalna emisja | Oryginalna emisja    | Wydania DVD         | Wydania DVD          | Wydania DVD     |
| Seria | Seria | Odcinki | Premiera            | Finał             | Premiera          | Finał                | Region 1            | Region 2             | Region 4        |
| ----- | ----- | ------- | ------------------- | ----------------- | ----------------- | -------------------- | ------------------- | -------------------- | --------------- |
|       | 1     | 24      | 2 września 2008     | 19 maja 2009      | 13 kwietnia 2009  | 29 czerwca 2009      | 11 sierpnia 2009    | 17 sierpnia 2009     | 7 kwietnia 2011 |
|       | 2     | 22      | 8 września 2009     | 18 maja 2010      | 23 kwietnia 2010  | 2 lipca 2010         | 24 sierpnia 2010    | 6 sierpnia 2010      | 21 lipca 2011   |
|       | 3     | 22      | 13 września 2010    | 16 maja 2011      | 9 stycznia 2012   | 19 marca 2012        | 30 sierpnia 2011    | 15 sierpnia 2011     | 18 lipca 2012   |
|       | 4     | 24      | 13 września 2011    | 15 maja 2012      | 30 lipca 2012     | 15 października 2012 | 2 października 2012 | 1 października 2012  | 6 marca 2013    |
|       | 5     | 22      | 8 października 2012 | 13 maja 2013      | nieemitowany      | nieemitowany         | 8 października 2013 | 14 października 2013 | 5 marca 2014    |
|       | S     | 1       | 13 maja 2013        | 13 maja 2013      | nieemitowany      | nieemitowany         | brak danych         | brak danych          | brak danych     |

## Sekwencja czołówki
Serial posiada kilka wersji czołówek. Pierwsza z nich występuje w odcinkach 1-13 pierwszej serii. Ukazuje ona sylwetki postaci występujących w serialu. W 13 odcinku z serialu odchodzi Jessica Walter grającą Tabithe Wilson, dlatego w czołówce w odcinkach 14-24 jej miejsce zajmuje Jessica Lowndes kreującą postać Adrianny Tate-Duncan, która w odcinkach 1-13 była w drugoplanowej obsadzie. Muzyka jest coverem tytułowej piosenki Beverly Hills, 90210. W seriach 2-5 czołówka zmieniła się nieco bardziej. Zrezygnowano z ukazania bohaterów, a w zamian pojawiają się różne miejsca w Beverly Hills (Kalifornia). W tych wersjach muzyka jest remix'em piosenki z pierwszego sezonu. Dodatkowo w czołówce z czwartej i piątej serii niektóre ujęcia zostały zmienione innymi.